# Takumi Minamino
Takumi Minamino (japanski: 南野 拓実) (Osaka, 16. siječnja 1995.) japanski je nogometaš koji igra na poziciji lijevog krila. Trenutačno igra za Monaco.

## Klupska karijera
Igrao je za japansku Cerezo Osaku, austrijski Red Bull Salzburg te za engleske klubove Liverpool i Southampton.

## Reprezentativna karijera
Za japansku reprezentaciju igra od 2015. godine. Bio je pozvan na SP 2014. koji se održao u Brazilu, no nije nastupao na istom. 
Do sada je za Japan odigrao 26 utakmice, uz 12 postignutih pogodaka.
S japanskom reprezentacijom do 23 godine Takumi Minamino igrao je na Olimpijskim igrama 2016.

### Statistika
| Japan  | Japan | Japan |
| Godina | Nast. | Gol.  |
| ------ | ----- | ----- |
| 2015.  | 2     | 0     |
| 2018.  | 5     | 4     |
| 2019.  | 15    | 7     |
| 2020.  | 4     | 1     |
| Ukupno | 26    | 12    |

## Vanjske poveznice
- National Football Teams